# Öbnebo

Öbnebo är en by på Vikbolandet i Jonsbergs socken i Norrköpings kommun. Byn ligger 4 kilometer väster om Arkösund och söder om länsväg 209.